# Зарічне (Тульчинський район)
Зарі́чне (в минулому Кобилівка) — село в Україні,  у Тульчинській міській громаді Тульчинського району Вінницької області. Населення становить 1372 осіб. За архівними даними  та легендами село було засноване в першій половині 16 століття і носило назву «Кобилівка». Село являло собою невеликий хутір розташований по річці Сільниця в 6 км від м. Тульчина. З історії відомо, що назва села походила  від назви дерев’яної  колоди-  «кобили», місця де катували  селян. Село входило до складу Журавлівської волості, Брацлавського повіту. Село належало до Тульчинського кільця маєтків графа Потоцького, потім перейшло до Строганових а далі до Удельного відомства дому Романових.
В 1964р село отримало назву Зарічне.

## Історія
7 (20) листопада 1917 року, відповідно до Третього Універсалу Української Центральної Ради, увійшло до складу Української Народної Республіки.
12 червня 2020 року, відповідно до Розпорядження Кабінету Міністрів України від  № 707-р «Про визначення адміністративних центрів та затвердження територій територіальних громад Вінницької області», увійшло до складу Тульчинської міської громади.
19 липня 2020 року, в результаті адміністративно-територіальної реформи та ліквідації Тульчинського району, село увійшло до складу новоутвореного Тульчинського району.

## Відомі уродженці
- Бондарчук Пилип Якович (1906—1944) — Герой Радянського Союзу
- Воронюк Володимир Анатолійович (нар. 1961) — український художник. помер 23.08.2022 року
- ( Радуда Григорій Васильович